# 總督大道站
總督大道站（羅馬化：Komendantsky Prospekt）是聖彼得堡地鐵伏龍芝－海濱線的一個車站，開通於2005年4月2日。車站的裝飾主題是早期俄羅斯航空史。總督大道站是聖彼得堡濱海地區第四個地鐵車站。